# Bernard Besret
Bernard Besret (* 16. März 1935 in Saint-Hervé) ist ein französischer Autor und Daoist. Er war römisch-katholischer Geistlicher, Theologe, Zisterzienser, Konzilsberater und Ordensreformer.

## Leben und Werk

### Der Weg ins Kloster Boquen
Jean-Claude Besret wuchs in Loudéac und Saint-Brieuc in einem antiklerikalen Milieu auf und verlor mit 14 Jahren seine Mutter, die Volksschullehrerin war. Ab 1950 entdeckte er in den Büchern Die ewige Philosophie von Thomas Huxley und Der Berg der sieben Stufen von Thomas Merton seine Berufung zur Spiritualität und trat 1954 in das (ihm seit 1952 bekannte) von Alexis Presse gegründete trappistische Reform-Kloster Boquen ein. 

### Studium in Rom
Im Herbst 1955 wurde er zum Theologiestudium nach Rom (Päpstliches Athenaeum Sant’Anselmo) geschickt und entdeckte durch seinen Lehrer Cipriano Vagaggini (1909–1999) statt der historisch rückwärtsgewandten Reform von Alexis Presse die Möglichkeit zur Reform durch Leben des Evangeliums in der Nachfolge Christi („Calcutta plutôt que Boquen!“, deutsch: eher Kalkutta als Boquen!). Er untersuchte die beiden gegensätzlichen geistlichen Lebensentwürfe Weltflucht vs innerweltliches Engagement in seiner Doktorarbeit Incarnation ou eschatologie? (erschienen 1964). Er erlebte hautnah den Übergang von Papst Pius XII. zum Aggiornamento von Papst Johannes XXIII.

### Das Projekt Clairvaux
Alexis Presse, der von Generalabt Sighard Kleiner seit 1953 ermuntert wurde, eine Neubesiedelung der Abtei Clairvaux zu wagen, beauftragte Besret im August 1959 mit einer Machbarkeitsstudie, die 1960 zu einem negativen Ergebnis kam. Da der Generalabt auf dem Projekt beharrte, empfahl Besret die Einrichtung eines Museums in den alten Gebäuden und den Bau eines modernen Klosters in der Nähe, wozu er auch sogleich ein Grundstück ankaufte. Tranvouez hat herausgearbeitet, dass in der Angelegenheit drei verschiedene Auffassungen aufeinanderstießen. Presse ging es um die Rückführung auf den mittelalterlichen Stand, Kleiner um die Aufwertung der in Frankreich unterrepräsentierten Allgemeinen Observanz der Zisterzienser, und Besret ging es um Innovation in Richtung eines modernen Laienklosters. Presse und Besret stimmten zwar noch in der kritischen Einstellung zur Kirche überein, inhaltlich gingen sie jedoch in entgegengesetzte Richtungen. 

### Der Konzilsberater
Um Besret zu disziplinieren, zog sich Presse vorübergehend aus Boquen zurück und machte Besret zum Prior auf Zeit, kam dann aber zurück und schickte Besret wieder nach Rom, wo er am 3. November 1962 zum Assistenten des Generalabts ernannt wurde und Anfang 1963 zum theologischen Berater des Bischofs von Arras, Gérard-Maurice Eugène Huyghe (1909–2001). Als solcher war er während des Zweiten Vatikanischen Konzils maßgeblich an der Abfassung des Dekrets Perfectae caritatis beteiligt. 

### Der Reformator von Boquen
Als er im Oktober 1964 von dem todkranken Alexis Presse nach Boquen zurückgerufen und ein zweites Mal zum Prior eingesetzt wurde, baute er die Klosterkirche wieder auf, passte den mittelalterlichen Lebensstil des Konvents an moderne Bedürfnisse an und orientierte die Gemeinschaft auf den Weg der progressiven Utopie im Zeichen eines „kritischen, lyrischen und politischen“ Christentums, das als eine europäische Variante der Befreiungstheologie wahrgenommen werden konnte und das die Gemeinschaft spaltete. Alle Professen zogen sich auf die Insel Saint-Gildas im Trégor zurück. Besret blieb mit den Novizen und Postulanten zurück und praktizierte die Öffnung des Klosters für Laien und Besucher jeder Art, die sich, nicht zuletzt angezogen durch das Charisma des Priors, in großer Zahl einfanden.

### Der Prophet
Der wachsende Unmut der Hierarchie über Besrets undogmatisches Christentum spitzte sich zur Krise zu, als Besret am 20. August 1969 über die Reform des Mönchtums hinaus in prophetischer Rhetorik eine Reform der Kirche einforderte. Mitte Oktober 1969 wurde er vom Generalabt abgesetzt, hielt noch eine Messe in Anwesenheit von 5000 Gläubigen und machte dann dem vom Generalabt als Nachfolger eingesetzten Prior Guy Luszenszki der Abtei Lérins Platz, der jedoch schnell begriff, dass Boquen ohne Besret dem Untergang geweiht war, und ihn als Betreuer der Klosteraktivitäten zurückrief. Von 1969 bis 1973 publizierte er Schriften und hielt zahlreiche Vorträge.

### Von Boquen zum Daoismus
Nachdem Besret bereits Pfingsten 1971 von rechtsextremen Kirchenkreisen eine Todesdrohung erhalten hatte, die ihn nach eigenem Bekunden über Jahre hinweg destabilisierte, zog er sich 1974 aus Boquen zurück, um in Plougrescant ein geistliches Zentrum in Form einer Société coopérative et participative zu gründen, ging aber dann auf Einladung einer Universität nach New York, später nach Mexiko. Von 1982 bis 1984 war er Mitarbeiter der Stadtverwaltung Rennes, von 1984 bis 1998 unter  Maurice Lévy Projektleiter an der Cité des sciences et de l’industrie in Paris. 1997 bekehrte er sich zum Taoismus und eröffnete 2010 in der chinesischen Provinz Anhui auf dem Berg Qiyun Shan ein taoistisches Kulturzentrum.

## Werke
- Incarnation ou eschatologie? Contribution à l'histoire du vocabulaire religieux contemporain 1935–1955. Cerf, Paris 1964. (Vorwort von Marie-Dominique Chenu)
- Libération de l'Homme. Essai sur le renouveau des valeurs monastiques. Desclée de Brouwer, Paris 1969.
- Boquen hier, aujourd'hui, demain.Texte de la conférence prononcée à Boquen le 20 août 1969. Éditions de l'Épi, Paris 1969.
- Le Printemps de Boquen, hrsg. von Alain Rivière. Éditions de l'Épi, Paris 1969.
- Boquen en crise. Épi, Paris 1970.
- Propos sur la liturgie. Edition de l'épi, Paris 1970.
- Clefs pour une nouvelle Eglise. Seghers, Paris 1971.
  - (deutsch) Wenn die Nacht wie der Tag leuchtet. Realutopie einer neuen Kirche. Lahn-Verlag, Limburg 1972.
  - (katalanisch) Cla us per a una nova Església. Montserrat 1972. (Vorwort Joaquim Gomis 1902–1991)
  - (niederländisch) Sleutels tot een nieuwe Kerk. Uitgeverij Tor, Amsterdam 1973.
  - (spanisch) Claves para una iglesia nueva. Sigueme, Salamanca 1974.
- (mit Bernard Schreiner) Les Communautés de base. Grasset, Paris 1973.
- De commencement en commencement. Itinéraire d'une déviance. Entretiens avec Marie-Thérèse Maltèse et Ernest Milcent. Éditions du Seuil, Paris 1976.
- Confiteor. De la contestation à la sérénité. Albin Michel, Paris 1991, 1996.
- Lettre ouverte au pape qui veut nous assener la vérité absolue dans toute sa splendeur. Albin Michel, Paris 1993. 
  - (deutsch) Lieber Bruder Papst. Offener Brief an Johannes Paul II., der uns die absolute Wahrheit in ihrer ganzen Herrlichkeit um die Ohren hauen will. Walter, Solothurn und Düsseldorf 1994.
- Du bon usage de la vie. Albin Michel, Paris 1996.
- Conditions d'un développement de la culture scientifique et technique à Rennes et dans sa région. APRAS, Rennes 1983.
- Manifeste pour une Renaissance. Albin Michel, Paris 1997.
- Esquisse d'un Evangile éternel. Seuil, Paris 2003.
- A hauteur des nuages. Chroniques de ma montagne taoïste. Albin Michel, Paris 2011.